# Stubentor
Stubentor – jedna ze stacji metra w Wiedniu na Linia U3. Została otwarta 6 kwietnia 1991. 
Znajduje się w 1. dzielnicy Wiednia, Innere Stadt i rozciąga się pomiędzy Stubenbastei i Stubenring